# 앙라제
앙라제(프랑스어: Enragés)는 프랑스 혁명 시기, 도시의 상퀼로트와 농촌의 빈농의 지지를 기반으로 하여 과격한 변혁을 요구한 극좌 성향의 정파를 일컫는다.
앙라제는 친상퀼로트 성향의 여러 인물들과 혁명적 공화주의 여성 협회로 구성되었다.
앙라제 구성원들 사이에는 어느 조직적인 유대도 없었으나, 이들은 혁명 시기에 나눠진 파리의 구역 중 가장 인구 많은 구역이던 그라빌리에구와 바티뇰구를 대표하는 집단이자, 더 나아가 상퀼로트 주도하는 여성 운동의 선구적인 조직이 되었다.
앙라제는 산악파보다 더 극좌 성향으로 분류되며, 로베스피에르, 당통, 마라, 에베르파와도 다투었다. 이들의 사상은 그라쿠스 바뵈프를 통하여 수정, 발전되었다.
이들은 혁명 시기 1793년 2월부터 10월까지 주로 활동하였다.

## 앙라제의 뜻
“Enragés”는 ‘분노한 자들’이라는 뜻이다.

## 역사
초기 앙라제 운동은 구체제의 기득권을 포함하여, 혁명을 통해 새롭게 성립된 경제적 기득권을 제지하는 데에 주력했다. 이 운동에서 가장 두드러진 사상가이자 혁명 사제인 자크 루(Jacques Roux)는 1792년에 혁명 선언 초안을 작성하여 파리 내 47개 구역에 배포했다. 대다수의 프랑스 사학자들은 앙라제의 성립 시기를 이 시기와 일치시킨다.
루는 혁명이 반동적인 귀족을 무력화했지만, 그 힘을 탐욕스러운 대상인들에게 집중시켰다고 비판했다. 그리고 자코뱅의 주류파가 이들을 제대로 통제하지 못하고 있으며, 그 피해는 고스란히 상퀼로트에게 가고 있다고 주장했다. 루는 대혁명에서 정치적 권력을 획득한 주류 파벌의 이상이 〈헛된 망령〉에 불과하다고 비판했다.
앙라제는 당시 프랑스의 여러 정파가 그랬던 것처럼, 단일한 정파는 아니었다. 앙라제는 몇몇 특출난 혁명 사상가들에 의해 독립적으로 지도된 극좌 운동의 연합체였으며, 주로 국민공회의 외부에서 영향력을 확보하는 데에 활동 방점을 찍었다.
이들은 '1793년 5월 31일 – 6월 2일 파리 폭동'에서 적극적인 역할을 했으며 자코뱅 내에서 지롱드파 공격에 앞장섰다. 이들은 국민공회에서 정치 권력을 갖지는 못하였으나, 파리 빈민의 적극적인 지지로 인해 강력한 투쟁력을 확보한 상태였다. 이들은 지롱드파를 비롯한 반동 세력을 숙청하는 데에 기여를 했고, 그 결과로 몽타뉴파가 압도적인 주도권을 잡게 하였다.
자크 루 및 앙라제 주요 지도자들이 로베스피에르의 미진함을 계속하여 비판하자, 로베스피에르는 이들이 극단적인 모험적 정책을 선동하여 프랑스 사회를 혼란하게 하려는 해외 반동 세력의 첩자라고 주장하였고, 탄압을 가하기 시작하였다. 1793년 8월에 사상적 지도자인 자크 루가 체포·구금되었다. 공안위원회는 지속적으로 앙라제를 탄압했고 이로 인해, 앙라제는 자코뱅에서 탈퇴하고 독립적인 계파가 됐다.
1794년 2월 10일 자크 루는 감옥에서 자살을 했고, 사상적 지도자가 사라진 앙라제는 탄압이 지속되는 가운데에 이합집산을 거듭하다가 소멸하였다.

## 사상
앙라제의 사상은 공화주의를 기본 전제로 갖추고 있었다. 이 운동이 표방하는 사상은 자코뱅의 급진파인 몽타뉴파, 그리고 몽타뉴파에서 급진파인 에베르파보다 훨씬 과격했다. 몽타뉴파는 사실상 지롱드파와 다를 바 없는 정치적 견해를 가진 의원도 존재했으며, 주장이 상호 일관되지 않았지만, 앙라제는 구성원 전원의 의견이 지엽적인 차이를 제외하고는 비슷한 축에 속했다.
앙라제는 공적, 정치적, 사회적 평등을 강력히 요구했으며, 소비세 확립을 제창했고, 시세 차익을 얻은 모든 상인에게 세금을 매기고 그들로부터 곡물을 징발할 것을 주창하였다. 이러한 요구 외에도 전체 인민에게 참정권 부여, 경제에 관한 광범위한 통제 (국가에 의한 상거래 활동 허가제·가격 통제·부유층의 토지 매매 금지 등), 생필품의 무상 분배, 투기꾼 사형제, 부유층의 재산을 몰수 후 분배, 귀족과 반동 정치를 옹호하는 정치 세력의 숙청, 부르주아가 점거한 생산 수단을 도시 빈민위원회가 탈취, 반동 세력을 저지하기 위한 상시적인 반혁명 타격대 조직 등을 주장했다.
이러한 요구는 〈사유 재산의 전면적인 철폐〉로 나아가진 않았지만, 부르주아의 사유 재산 축적에 심대한 제한을 가하는 요구였기에 당시 사회에서 매우 과격한 주장으로 여겨졌다.
앙라제는 비록 로베스피에르 주도 공안위원회의 탄압으로 소멸하였지만, 이후 프랑수아노엘 바뵈프, 필립 부오나로티 등의 혁명적인 운동가들이 앙라제 사상을 계승했다.

### 여성 운동
여성의 참정권 부여에 대해 기회주의적 입장을 갖고 있었던 몽타뉴파와 달리, 앙라제 연합은 여성의 모든 기본권이 남성과 완전히 동일해져야 한다고 주장했다. 이들은 남성과 여성의 차이는 오로지 외적인 형태뿐이며, 이것이 이성 능력과 감정선, 그리고 판단력에는 아무런 영향을 주지 않는다고 하였다.
앙라제의 여성 운동가인 클레르 라콩브(Claire Lacombe)는 프랑스 여성이 구체제의 모순, 가부장 사회하 남성이 가진 타락한 의식으로 인한 정신적 압박, 혁명 이후 경제 문제로 인한 생활고라는 다중적인 고통에 시달리고 있다고 분석했다. 라콩브는 〈혁명적 공화주의 여성 협회〉(Société des républicaines révolutionnaires)를 조직하여 빈곤층 여성을 중심으로 한 폭력적 여성 운동을 진행했다. 라콩브는 사회경제적 영역에서 프랑스 사회의 반동성이 가부장적 구습과 연결된 문제이며, 여성이 겪는 사회 문제를 해결하기 위해서는 프랑스 사회의 근본적인 타락을 발본색원하여 철저히 파괴해야 한다고 선동했다.
이는 지롱드파에 속한 몇몇 여성 운동가들이 주도한 여성 운동 노선과 명백히 다른 노선이었다. 특히, 지롱드파는 프랑스 사회에서 여성이 프랑스의 국익을 위하는 애국심을 가졌기에 남성과 동등한 존재가 될 수 있으며, 여권 쟁취의 선결 조건으로서 애국심을 강조하였지만, 앙라제의 여성 운동은 지롱드파의 ‘애국심’이 타락한 지배 계급에 대한 충성과 다를 바 없으며, 여성의 본질적인 권리는 애국의 여부와 무관하게 존속한다는 입장을 견지했다.

## 연구자들의 평가
카를 마르크스는 자신의 저서 《신성 가족》에서 앙라제의 지도자인 자크 루, 테오필레 클레르크가 진정한 의미에서 이후 이어진 공산주의 운동의 선구자라고 평가했다. 한편, 마르크스는 몽타뉴파가 소부르주아적 동요를 극복하지 못한 것에 반해, 앙라제가 도시의 노동, 농촌의 빈농 계급을 정치적 세력으로 부상한 것에 대해서도 높은 평가를 했다.
표트르 크로폿킨는 자신의 저서 《프랑스 대혁명》에서 앙라제가 이끈 운동이 후대의 공산주의와 아나키즘의 원류가 된다고 주장했고, 산악파와 앙라제 운동의 상호 갈등, 그리고 상호 운동 지도에서 프랑스 대혁명의 특수한 성격을 통찰할 수 있다고 봤다.
동독의 사학자인 발터 마르콥(Walter Markov)은 1967년 자크 루에 대한 전기 연구 4부작인 《Die Freiheiten des Priesters Roux》에서 공산주의 운동의 기원에 관해 앙라제의 활동과 루의 혁명 활동을 조명했다. 그는 자크 루가 사유 재산의 전면적인 폐지를 목표로 하지 않았다는 점과 원칙적으로는 민주주의 혁명의 토대 속에서 자신의 정치 사상을 확립했기에 현대적 의미의 공산주의자라고 하기는 어렵다고 기술했다. 그러나, 앙라제와 루의 활동은 공산주의 운동의 예비적 단계로 그 기원에 해당한다고 밝혔다.